# Gem Boy
I Gem Boy (anche conosciuti come Gem-Boy, GemBoy o GemBOY) sono un gruppo musicale rock demenziale italiano, originario di Bologna.
La band è famosa per la creazione di cover parodistiche di canzoni famose, con riscrittura dei testi, trattando temi quali il sesso e la poca credibilità dei cartoni animati. Con l'album Internettezza urbana cambiano registro decidendo di creare musiche tutte loro. Nei concerti propongono solitamente anche cover che non inseriscono negli album.

## Storia del gruppo

### Il 1992 e la formazione

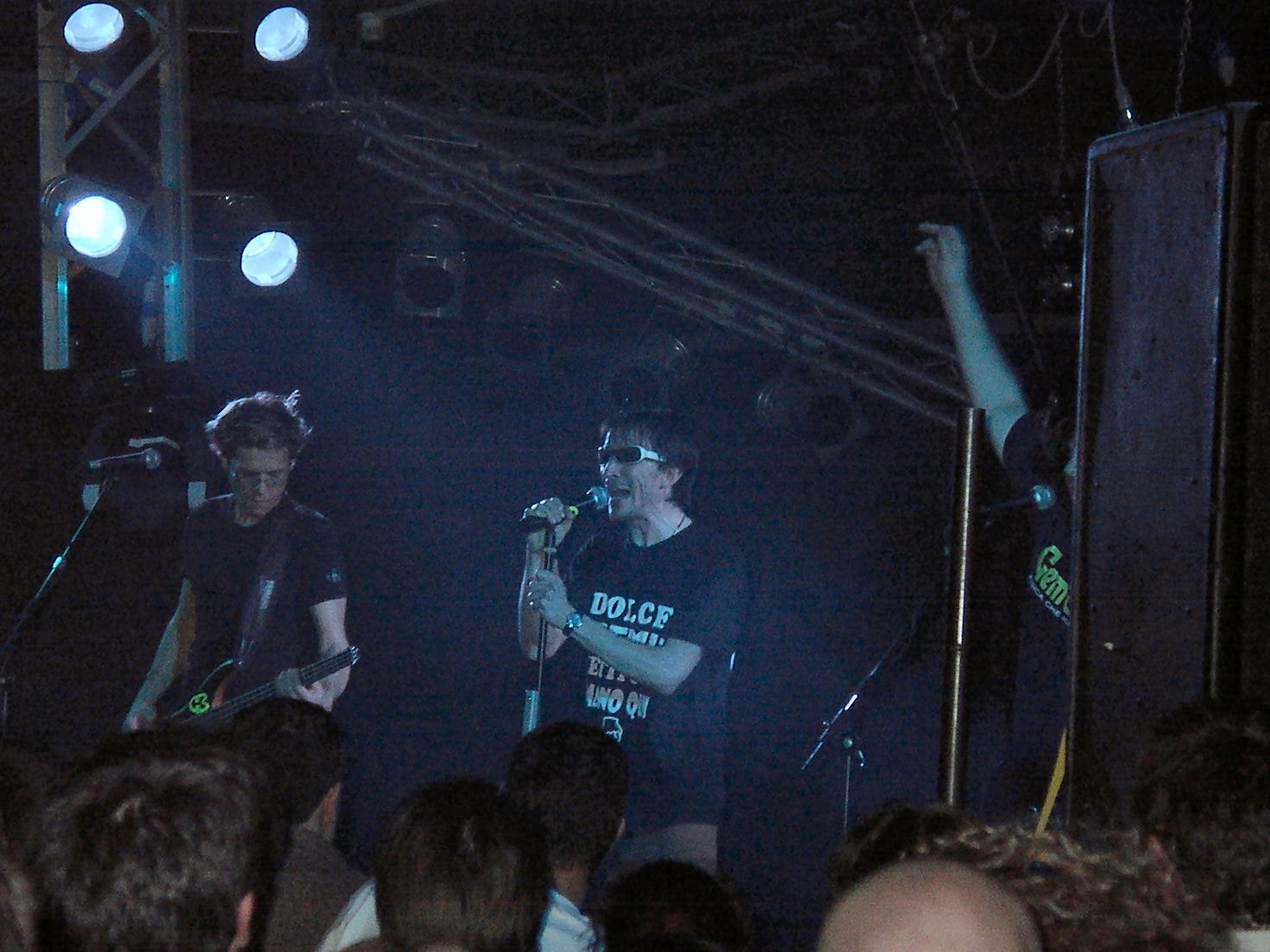
Il gruppo in concerto a Trezzo sull'Adda, aprile 2003

I Gem Boy nascono per gioco, nel 1992 da un’idea del cantante Carlo Sagradini e Giacomo Sfragaro, un amico con cui condivideva la passione per i giochi da tavolo, per la musica e per le belle donne. Iniziano a comporre le prime parodie di canzoni famose prendendo in giro caratteristiche fisiche o caratteriali di amici della compagnia, Giacomo con la sua tastiera GEM e Carlo con la sua voce. Nel 1992 pubblicano su cassetta il loro primo album Amici fidati!, uscito in sole 4 copie originali poiché sulla copertina c'era una fototessera fatta in una macchina automatica. L'anno dopo uscì Sappiamo noi che ricalca le storie del precedente. In questa cassetta si possono trovare le prime versioni di C'ho il pisellone e Puttan tour.
Nel 1993 si unisce al gruppo il terzo elemento, Davide Fiorello alla chitarra. In quest'anno i Gem Boy cominciano a farsi conoscere dai ragazzi della loro città e a fare i loro primi concerti e nel 1994 "pubblicano" il terzo album, Cautelatevi. Nel 1995 esce l'album Sfigbusters, con i brani La mia donna è un'estetista e Uno quattro quattro.

### La seconda metà degli anni '90
Il 1995 è l'anno della svolta alla storia dei Gem Boy: dal trio nasce la band. Difatti si aggiungono ai tre Siro Bonfiglioli al basso ed Alex Di Carlo alla batteria e nel 1996 nasce la loro canzone più conosciuta: Orgia Cartoon!!, un medley parodistico di sigle di cartoni animati giapponesi a sfondo sessuale.
I concerti iniziano ad aumentare e Max Vicinelli sostituisce Alex alla batteria. La formazione ora composta da Carlo, Giacomo, Davide, Siro e Max rimarrà intatta fino al 2001. Sulla scia del successo, nel 1997 esce l'album Gem Boy seguito del fortunato album precedente.
Il successo aumenta, e nel 1998 incidono il loro primo CD ufficiale, Il triangolo nei bermuda, che riscosse, però, scarsissimo successo. Il 1999 è l'anno di F.I.G.A. (Fans italiani gnocca amica), altro album cult del gruppo. Alle registrazioni partecipa un compagno di università di Davide, Michele "Sdrushi" Romagnoli, appassionato di musica e informatica che da qui in poi diverrà un membro fisso del gruppo.

### Anni 2000

#### ...plagéz? eGinecology

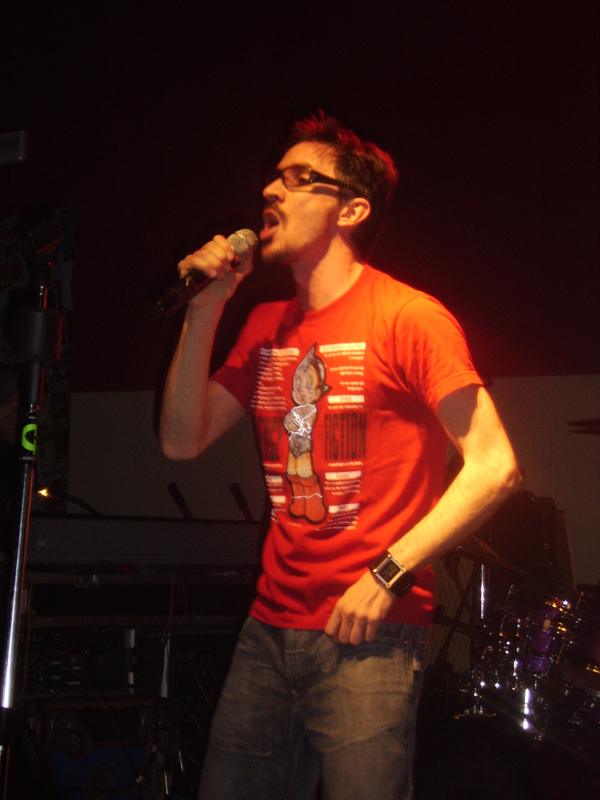
CarlettoFX in concerto, dicembre 2009

Nel 2000 pubblicano il concept album The Gemboy's Bitch Project, parodia del celebre film The Blair Witch Project. Nell'album sono presenti i brani Panda Special, Praticamente ovvio e Le cose della vita. Da quest'anno in avanti incominciano a suonare in varie parti d'Italia, tra cui Roma, Ancona, nel Veneto, e nei due concerti a Riolo Terme di Ravenna (Frogstock) nel luglio del 2000 e a Milano a gennaio e a marzo del 2001.
Il 2001 è anche l'anno di ...plagéz?, con 20 000 copie già vendute in pochi mesi. Nel 2002 il successo è tale che ormai fare musica è un lavoro a tempo pieno: Carlo, Siro e Max mollano i rispettivi lavori per dedicarsi a tempo pieno al progetto Gem Boy, mentre Giacomo lascia il gruppo e viene sostituito da Marco Sangiorgi alle tastiere e alla tromba. Con questa formazione il gruppo incide il secondo CD ufficiale, Internettezza urbana, che rende omaggio al mondo di Internet; il disco ha successo e vende 15 000 copie. Con una canzone di questo disco (Holly e Benji) il gruppo partecipa al Festival di Sanscemo (manifestazione musicale dedicata al rock demenziale, in quell'anno condotta da Freak Antoni e le Veline Nere) arrivando secondi. Il 24 novembre dello stesso anno ricevono il primo riconoscimento musicale: a Faenza ricevono al Meeting delle etichette indipendenti il premio come miglior autoproduzione dell'anno. Il 27 marzo 2003 i Gem Boy tengono in un pub di Bologna come "data zero" in una nuova formazione, perché nel settembre dello stesso anno Siro e Davide lasciano il gruppo e vengono sostituiti da Alessandro "J.J. Muscolo" Ronconi e Denis Valentini rispettivamente alla chitarra e al basso. Nel 2004 i Gem Boy, con questa nuova formazione, sfornano Sbollata, il quale vende 15 000 copie; il gruppo realizza il suo primo videoclip ufficiale di un brano, 2 di picche, che viene trasmesso sui molti reti televisive musicali.

#### Le partecipazioni a programmi televisivi
Due anni dopo, Marco lascia il gruppo e viene sostituito da Max (fino ad allora il batterista del gruppo), mentre alla batteria interviene Matteo Monti, con cui i Gem Boy realizzano due nuovi album: Ginecology (2006), contenente brani che rispecchiano i problemi dell'Italia contemporanea, e Fiches (2008). A partire dal 2007, il gruppo si esibisce in concerti accanto a Cristina D'Avena. Con l'intento di fare canzoni con intento più comico che musicale, Carlo e Max mettono insieme il duo Gem Boy Bikini e con questa formazione cantano canzoni quali Fatalità, Hannibal e Se No Ti Pesto. I video di queste canzoni si possono vedere solo su YouTube. Nel 2009, grazie alla parodia della canzone Sincerità di Arisa, dal titolo Fatalità, arriva un ulteriore grande successo che porta i Gem Boy anche sul piccolo schermo. Nello stesso anno iniziano una tournée con Cristina D'Avena, con la quale suonano le sigle dei cartoni animati. A settembre, ottobre e novembre 2009 partecipano alla nuova edizione di Colorado Cafè (in formazione bikini), condotta da Nicola Savino e Rossella Brescia, con la canzone Potter Fesso, parodia di Poker Face di Lady Gaga. Nella quarta e quinta puntata di Colorado Cafè si esibiscono con una nuova canzone: Batman è figo, parodia di I Gotta Feeling dei Black Eyed Peas, nella sesta puntata si aggiungono le parodie di: Paparazzi di Lady Gaga e Uprising dei Muse. Nella settima puntata è presente una nuova canzone: Twilight, mix di parodie tra cui: She Wolf di Shakira, Fame di Irene Cara e I Gotta Feeling dei Black Eyed Peas; e nell'ottava puntata viene presentata Goldrake VS Colorado, parodia di We Are Golden di Mika. I Gem Boy partecipano a Colorado Cafè anche nel 2010, realizzando anche la nuova sigla del programma. Nelle prime tre puntate i Gem Boy si esibiscono con la canzone Racchia Racchia, parodia di Waka Waka di Shakira.
Nel 2010 i Gem Boy terminano le riprese del film live-action Iros, realizzato in collaborazione con il comico bolognese Bob Ferrari. Il film, nel 2011, viene presentato al Future film Festival e dal 30 aprile 2012 viene pubblicato a puntate sul web. Nella quarta, quinta e sesta puntata di Colorado Cafè i Gem Boy si esibiscono con A-A-A-Amore, parodia di California Gurls di Katy Perry. La canzone seguente è Scrocca Scrocca, la parodia di Loca di Shakira, dove CarlettoFX si traveste da Gollum, celebre personaggio della saga del film Il Signore degli Anelli. Nella decima e undicesima puntata di Colorado Cafè (2010) cantano Bat-sonno, parodia di Tik Tok di Kesha; infine, nell'ultima puntata cantano Colorado all'arrembaggio, la parodia di Club Can't Handle Me di Flo Rida feat. David Guetta. Nel 2011 Denis Valentini, il bassista, lascia il gruppo in favore del nuovo bassista Andrea Taravelli, che lo aveva già sostituito nel 2008 durante una serie di concerti. Sempre nel 2011 il gruppo si esibisce ancora a Colorado, questa volta con una canzone che parla di un personaggio da loro inventato, chiamato Capitan Blatta, sulle note di Born This Way di Lady Gaga, Moves like Jagger di Maroon 5 feat. Christina Aguilera e Last Friday Night di Katy Perry.
Nell'edizione del 2021 di Colorado I Gem Boy cantano le canzoni: Freddy Krueger, Batman e Robin, Hulk, Heidi, Matrix e Lady Gaga. 
Anche l'anno successivo suonano nella trasmissione di Italia 1. Durante la prima puntata i Gem Boy cantano la canzone Attenta che esplodi che, sulle note di Get Lucky, prende di mira la chirurgia estetica. Nella seconda puntata, invece, presentano Social Network, brano parodia di Mi Mi Mi di Serebro, che prende di mira i social network quali Facebook, Twitter e Instagram. Nella terza puntata interpretano Il ricco e il povero, brano parodia di varie canzoni di Jovanotti, che mette in evidenza la crisi economica in Italia e racconta, appunto, di un ricco e un povero che seducono una donna.
Nella quarta puntata cantano L'uomo al volante, parodia di varie canzoni di Laura Pausini, raccontando dell'uomo che "si trasforma" in negativo quando è in macchina. Nella quinta puntata suonano Take One Street Blue Five, una cover di svariate canzoni di varie boy band, quali Take That, Backstreet Boys, Blue, Five e One Direction. Il brano racconta di una boy band "definitiva". Da essa è stata creata una maglietta con scritto sopra, appunto: "TAKE ONE STREET BLUE FIVE". Nella canzone della sesta puntata di Colorado si racconta di una sfida tra magri e grassi. La canzone si chiama appunto Magri VS Grassi ed è una parodia di varie canzoni rap quali: Alfonso Signorini di Fedez, Gangnam Style di PSY, Tranne te di Fabri Fibra, Tranqi Funky degli Articolo 31, Vampiri di Emis Killa, Badabum Cha Cha di Marracash.
Nella settima puntata presentano Talent e reality, un brano che racconta di essi sulla musica di Tiziano Ferro. All'ottava puntata di Colorado sono assenti per partecipare al concerto con Cristina D'Avena al Lucca Comics & Games 2013. Nella nona puntata di Colorado portano La discoteca, brano parodia di varie canzoni dei Bee Gees, in cui si racconta come sia questo luogo di musica e di alto volume. Nella decima puntata cantano Carletto il bullo, parodia di varie canzoni rock famose: in questa canzone si parla sostanzialmente del bullismo e del fatto che "con la violenza non si ottiene niente". Nell'undicesima puntata interpretano il brano Spy Musical, in cui si parla del fatto di essere tutti spiati, suonato sulle colonne sonore di vari musical. Nella dodicesima e ultima puntata di Colorado i Gem Boy portano Colorado (The Fox), brano in cui presentano i comici della trasmissione.
Le canzoni presentate dai Gem Boy a Colorado nel 2014 sono state: Il western, Cartoni animati, Leonardo DiCaprio, Bambini prodigi, Capricci da diva, Lasciarsi con un tweet, Cercasi una vocalist, MasterChef, Tira più un DJ che... e L'arca di Colorado.
Il 18 maggio 2014 ritirano a Genova presso il FIM, la Fiera Internazionale della Musica, il FIM Award Premio Italia - Miglior Band Demenziale assegnato da CAPAM, Commissione Artistica per la Promozione dell'Arte e della Musica. La loro esibizione è stata fra le più attese dell'evento. Il premio è stato consegnato da Verdiano Vera, patron della manifestazione.
A sei anni di distanza dal loro ultimo disco, il 13 aprile 2018 esce la loro settima opera: Quelli che... Orgia Cartoon.

## Formazione
I membri del gruppo sono sei: Carlo "CarlettoFX" Sagradini (voce), Max Vicinelli (tastiera), Damiano Trevisan (batteria), Milco Merloni (basso), Alessandro "J.J. Muscolo" Ronconi (chitarra), Michele "Sdrushi" Romagnoli (fonico).

### Formazione attuale
- Carlo Sagradini "CarlettoFX" - voce (1992 - presente)
- Max Vicinelli - voce, tastiere, pianoforte (1996 - presente)
- Alessandro Ronconi "J.J. Muscolo" - voce, chitarra, cori (2003 - presente)[8]
- Milco Merloni - basso (2020 - presente)
- Damiano Trevisan - batteria (2020 - presente)
- Michele Romagnoli "Sdrushi" - fonico, mixer (1999 - presente)

### Ex componenti
- Denis Valentini - basso (2003 - 2011)
- Giacomo Sfragaro - tastiere, seconda voce (1992 - 2001)
- Marco Sangiorgi - tastiere, tromba (2001 - 2006)
- Davide Fiorello - chitarra, batteria (1993 - 2003)
- Siro Bonfiglioli - basso (1995 - 2003)
- Alessandro Di Carlo "Alex" - batteria (1995 - 1998)
- Matteo Monti - batteria (2004 - 2020)
- Andrea Taravelli - basso (2011 - 2020)

## Discografia

### Album in studio
- 1992 - Amici fidati!
- 1993 - Sappiamo noi
- 1994 - Cautelatevi
- 1995 - Sfigbusters
- 1996 - Orgia Cartoon!!
- 1996 - Il più meglio dei Gem Boy
- 1997 - Gem Boy[9]
- 1998 - Il triangolo nei bermuda
- 1999 - Fans Italiani Gnocca Amica
- 2000 - Orgia Cartoon!! Special Edition[10]
- 2000 - The Gemboy's Bitch Project
- 2000 - Live at Frogstock 2000
- 2001 - ...plagéz?
- 2002 - Internettezza urbana
- 2004 - Sbollata
- 2006 - Ginecology
- 2008 - Fiches
- 2012 - Gagoni
- 2018 - Quelli che... Orgia Cartoon
- 2022 - 30 anni di parodie e non sentirle (Volume 1)
- 2022 - 30 anni di parodie e non sentirle (Volume 2)
- 2024 - Super IT pestate
- 2025 - Intelligenza superficiale

### Singoli (parziale)
- 11 febbraio 2007 - Voglio una tata (distribuzione sul sito ufficiale)
- 26 febbraio 2009 - Fatalità, parodia di Sincerità di Arisa (distribuzione sul sito ufficiale)
- 8 luglio 2009 - Hannibal, parodia di A te di Jovanotti (distribuzione sul sito ufficiale)
- 16 settembre 2009 – Potter Fesso, parodia trasmessa a Colorado di Poker face di Lady Gaga
- 9 ottobre 2009 - Batman è figo, parodia trasmessa a Colorado di I Gotta Feeling dei Black Eyed Peas
- 24 dicembre 2009 - Se no ti pesto, parodia di Ad ogni costo di Vasco Rossi
- 26 febbraio 2012 - Sabrina Salerno, la parodia di Non è l'inferno di Emma Marrone
- 31 luglio 2012 - Stefano vs Emma, parodia di Cercavo amore di Emma Marrone
- La prima volta che è entrato storto, parodia di La prima volta (che sono morto) di Simone Cristicchi
- Mi piacerebbe sapere, parodia di Mi servirebbe sapere di Antonio Maggio
- L'essenziale, parodia del video dell'omonima canzone di Marco Mengoni
- Sci, parodia di She di Elvis Costello
- 18 giugno 2021 - #TILOVVO
- 17 gennaio 2022 - Fatti inculcar (feat. Gianni Drudi)
- 13 dicembre 2022 - Pokemone
- 9 giugno 2023 - Duro
- 25 dicembre 2023 - Voglia di Comics
- 8 febbraio 2024 - Stasera esco(rt)

### False attribuzioni
Sono state invece attribuite a loro varie canzoni (come Pandora e Hanno ucciso l'asinello), che in realtà sono di altri gruppi che compongono parodie e canzoni comiche.

## Videografia

### Videoclip ufficiali
- 2 di picche (2004), regia di Munchies Movie Production
- Carlo e Licia (2005), regia di Gaia Bracco
- Giambel V (2006), regia di Gaia Bracco
- Giornata mesta (2006), regia di CarlettoFX
- Senza la TV (2006), regia di CarlettoFX
- Balla coi Lapi (2007), regia di Riccardo Struchil
- Goldrake al ristorante (2007), regia di Munchies Movie Production
- Maledetta Z (2008), regia di CarlettoFX
- Studio Aperto (2015), regia di CarlettoFX
- Vegana (feat. Giorgia Cosplay) (2018), regia di Luca Occhi
- La sequenza (2018), regia di CarlettoFX
- Uno strapon alla regola (2018), regia di CarlettoFX
- #TILOVVO (2021), regia di Luca Occhi
- Fatti inculcar (feat. Gianni Drudi) (2022), regia di CarlettoFX
- Duro (2023), regia di Rod Mannara
- Stasera esco(rt) (2024), regia di Rod Mannara

## Collaborazioni
- Durante alcuni dei loro concerti, i Gem-Boy hanno ospitato un cantante bolognese chiamato Claude Mysterio, autore a sua volta di composizioni-parodia. Inoltre quest'ultimo ha inciso, insieme a loro, il disco Sbollata, e lo si ritrova in alcune gag dove lui telefona da una casa di recupero per tossicodipendenti e propone loro dei pezzi.
- Giuseppe Giacobazzi, comico e cabarettista, ha inciso con loro i dischi Sbollata e Fiches e lo si ritrova in alcune gag. Egli è inoltre presente nel loro film Iros.
- A Colorado, i Gem Boy hanno fatto dei featuring con altri artisti quali: Max Pezzali, Giorgio Vanni e Cristina D'Avena.

## Riconoscimenti
- 2002, Faenza - MEI - Migliore autoproduzione[12][13]
- 2014, Genova - FIM Award - Premio Italia - Miglior Band Demenziale